# Интерьеры Большого Гатчинского дворца
Интерьеры Большого Гатчинского дворца являются ценным памятником архитектуры конца XVIII века. Первоначальное убранство дворца было создано по проектам архитектора Антонио Ринальди в 1770-е годы, а в 1790-е годы залы были перестроены Винченцо Бренной. Сложившийся облик парадных помещений сохранялся почти неизменным вплоть до Великой Отечественной войны, когда во время пожара отделка была утрачена. Восстановление интерьеров началось в 1976 году и продолжается до сих пор.

## Аванзал

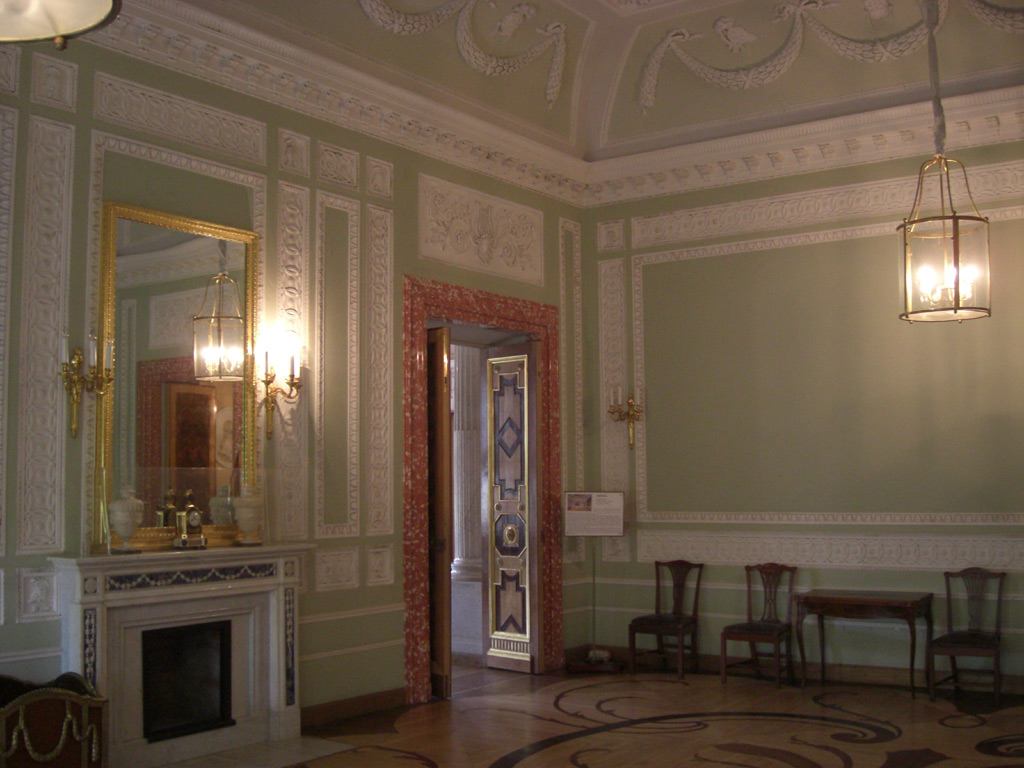
Аванзал. 2008 год

Аванза́л — первый зал, открывающий анфиладу парадных помещений XVIII века. Площадь зала — 55 м².
Сведения о первоначальной отделке зала сохранились очень скудные. Известно только, что на его стенах висели картины из живописной коллекции графа Григория Орлова, перевезённой в Гатчину в 1778 году.
При перестройке Бренна сохранил от первоначальной отделки двери наборной работы и обрамляющие их наличники искусственного розовато-оранжевого мрамора, а также перекрытие с сильно развитыми падугами и рисунок паркета в виде экзотического цветка. На потолке вместо украшенного лепкой купола был помещён живописный овальный плафон с изображением Марса, преклонившего колена перед богиней войны Беллоной.
Площадь стен разделили тонкими профилированными тягами. Таким образом были определены места для больших живописных полотен, которые стали главным элементов убранства. Какие картины первоначально украшали зал — неизвестно. Во второй половине XIX века на стенах поместили «Изгнание из рая» неаполитанца Луки Джордано и «Бурю» французского мариниста Ж. Верне. В 1920-х годах над мраморным камином появился портрет Павла I в одеянии гроссмейстера мальтийского ордена работы С. Тончи.
При императоре Павле I здесь происходили смена и развод караула для охраны внутренних покоев дворца. Назначению зала соответствует лепной декор: гирлянды лавровых ветвей на падуге, шлемы римских воинов, знамёна и щиты. Отсюда и другие названия зала — Верхняя кавалерская, Парадная Приёмная.
В 1880 году интерьер зала был запечатлён художником Эдуардом Гау.
Интерьер пострадал в годы Великой Отечественной войны. При пожаре 1944 года погибли камин из чёрного мрамора и плафон.
Зал был открыт одним из первых в 1985 году. На исторические места возвращены стенники золочёной бронзы (Россия, XVIII век), спасённые вазы из алебастра (Италия, XVIII век), ящик для дров (Россия, XVIII век). Вдоль стен — стулья красного дерева типа чиппендейл (Россия, XVIII век). Посреди северной стены установлен камин из белого с прожилками мрамора и лазурита, сделанный в XVIII веке и хранившийся в музее Академии художеств. На место утраченного плафона помещено произведение неизвестного художника «Вера и Любовь» (Россия, конец XVIII века). От размещения картин на стенах при реставрации отказались.

## Мраморная столовая

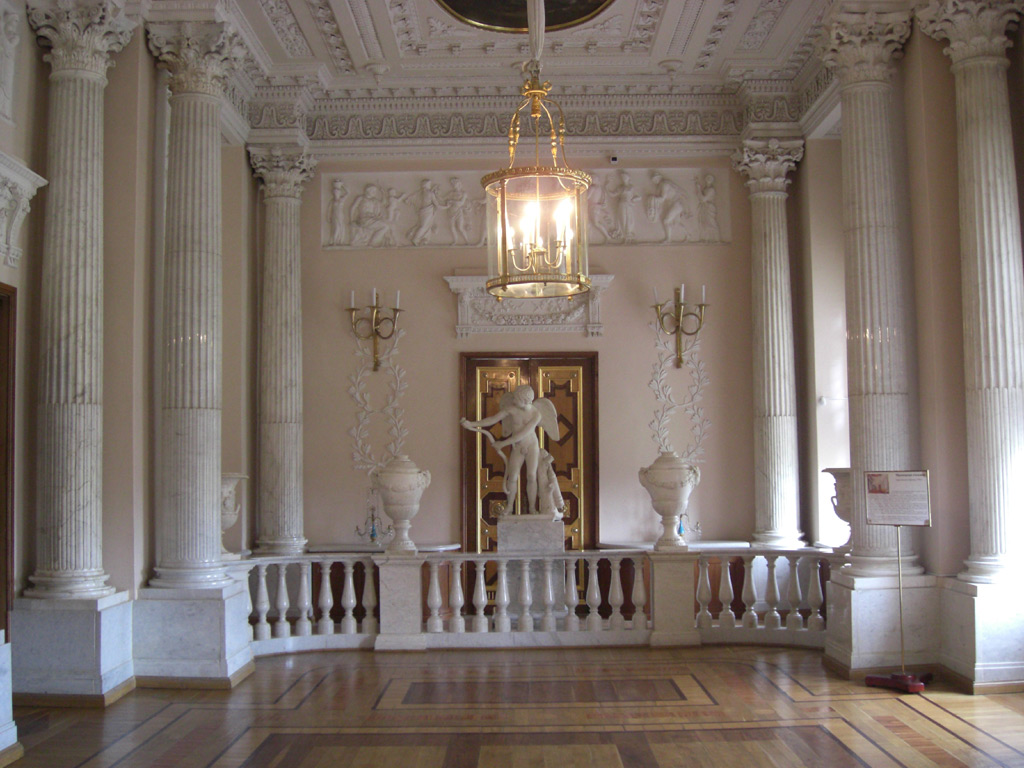
Мраморная столовая. 2008 год

Мра́морная столо́вая — зал, использовавшийся для парадных обедов. Площадь зала — 110 м².
В орловский период на месте Мраморной столовой находилось большое помещение, которое, предположительно, также было столовой. Оно было разделено на 2 неравные части: треть объёма занимала овальная часть, которая, вероятно, была буфетной, а остальная часть была прямоугольной, собственно столовой. Зал был украшен живописными полотнами.
Не исключено, что при перестройке дворца участие в проектировании Мраморной столовой принимал Василий Баженов.
Главным декоративным элементом стали каннелированные колонны каррарского мрамора с капителями коринфского ордена. Они установлены на невысокие пьедесталы и поддерживают карнизы, богато украшенные лепниной. Стволы колонн обработаны каннелюрами, а снизу на одну треть они декорированы валиками.
Также зал украшает пышная отделка перекрытия, полотнища дверей наборной работы, паркет геометрического рисунка. Гипсовые барельефы на стенах изображают сцены из мифов о греческом боге виноделия Дионисе. Часть зала, предназначенная для буфетной, отделена трёхпролётной мраморной полукружной балюстрадой, которая украшена скульптурой Эрота (Италия, XVIII век) и вазами (Россия, Италия, конец XVIII века).
Большое лепное панно с гирляндами цветов, музыкальными инструментами и орудиями сельского труда напоминает о пасторальных мотивах, которые были популярны в середине XVIII века. Лепной потолок декорирован двумя живописными плафонами: «Аполлон и музы» (русский мастер Гаврила Лохов) и «Вакх и Ариадна» (неизвестный итальянский мастер XVIII века).
Неотъемлемой частью убранства являются предметы декоративной бронзы: стенники в виде валторн, часы и подсвечники на каминной полке (Франция, конец XVIII века). Расположенный у восточной стены зала мраморный камин украшен зеркалом, рама которого завершается рельефным изображением условно трактованных грифонов, поддерживающих медальон с фигурой танцующей вакханки.
В годы Великой Отечественной войны Мраморная столовая была значительно разрушена. Интерьер был воссоздан в 1985 году, над ним работали скульптор Л. А. Стрижова, бригада полировщиков мрамора под руководством А. А. Чиркина, краснодеревщики Ю. И. Павлоцкий и Голубев. Утраченные плафоны заменили другими: их место заняли «Вера и Надежда» (Россия, вторая половина XVIII века) и «Селена и Эндимион» (копия с полотна С. Торелли работы Б. Л. Голованова).

## Тронная Павла I

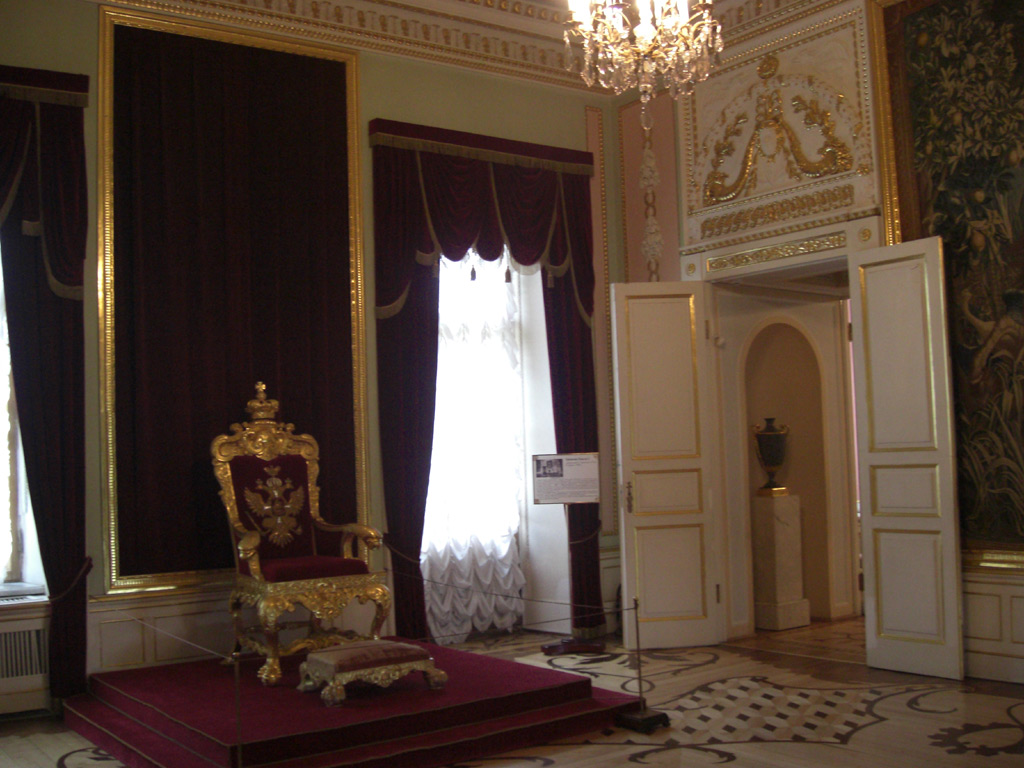
Тронная Павла I. 2008 год

Тро́нная Павла I — один из самых торжественных и нарядных залов дворца. Его площадь — 50 м².
Предположительно, в годы пребывания Григория Орлова зал был его кабинетом. После перестройки стал тронным залом.
Главное украшение зала — французские гобелены. Декоративные ковры из серии «Новые Индии» — «Зебра» и «Двое слуг несут вождя» — были выполнены по картонам Ф. Депорта. Над камином размещён гобелен с изображением богини плодородия Цереры из серии «Боги», изготовленный по картонам Клода III Одрана на королевской мануфактуре гобеленов в 1780-е годы.
Паркет набран по рисункам Антонио Ринальди из ценных пород дерева: розового, амаранта, палисандра и других. Центр паркетного покрытия акцентирован четырьмя переплетёнными венками. Они окружены фигурной сеткой из ромбов, которая как будто закреплена по углам стилизованными ветвями, листьями и растительными побегами.
Резное золочёное тронное кресло — работа придворного мастера, датчанина Христиана Мейера (конец XVIII века). Довершали убранство зала бронзовый стол с круглой доской из «египетской» яшмы и большие деревянные белые торшеры. В декоре потолка использован мотив лепных одноглавых древнеримских легионерских орлов и крылатых женщин-сфинксов., венков, гирлянд и розеток с обильной позолотой.
В 1879 году интерьер зала был запечатлён Эдуардом Гау.
Основные предметы убранства зала были спасены во время Великой Отечественной войны благодаря своевременной эвакуации.

## Малиновая гостиная

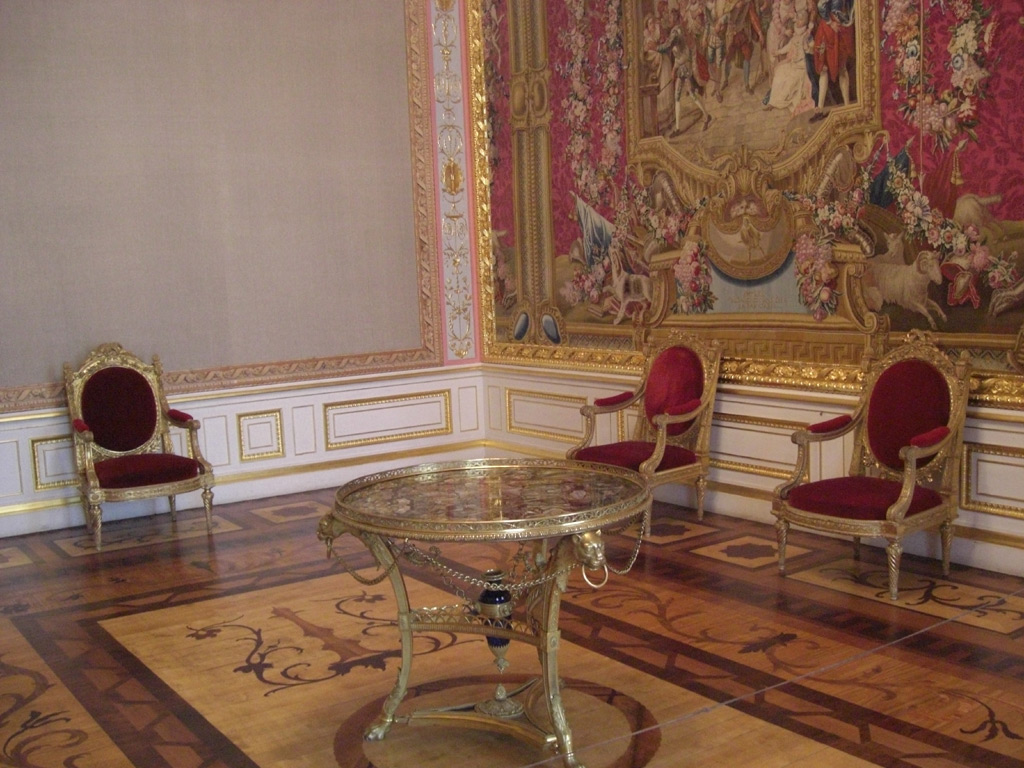
Малиновая гостиная. 2008 год

Мали́новая гости́ная получила своё название, благодаря гобеленам и мебели вишнёвого цвета.
Главным украшением зала были три гобелена из сюиты «Дон Кихот», которые были вытканы по картонам Шарля Антуана Куапеля, под руководством Козетта и Одрана в 1776—1780 годах. Но в настоящее время только один из них занимает своё историческое место в гостиной. Два других выставлены в Павловском дворце.
Также в убранстве зала выделяется люстра из слоновой кости с бронзой и декоративные вазы Императорского Фарфорового завода, украшенные фигурками детей, гирлянд цветов, листьев, гроздей винограда и орнаментов. Дополняет архитектурный, лепной и живописные декор интерьера резная золочёная французская мебель, обитая малиновым бархатом.
Двери гостиной решались как архитектурно-триумфальные сооружения в миниатюре. Полукружие наддверий поддерживается крупными консолями с волютами, которые занимают место капителей. Профилированный архивольт наддверий замыкается лепной волютой. Поле дюседепортов заполнено живописными панно на мифологические сюжеты. Пилястры, фланкировавшие дверные проёмы, и полотнища дверей украшены золочёным резным и лепным орнаментом.
Сложный карниз декорирован золочёными лепными деталями классического характера. Композиционные членения перекрытия состоят из двух широких периметральных полос. Поле паркета с венком посередине заполнялось зеркально размещёнными орнаментами растительного характера.
В 1872 году интерьер зала был запечатлён художником Луиджи Премацци.
Реставрация гостиной закончена в 1993 году.

## Парадная опочивальня

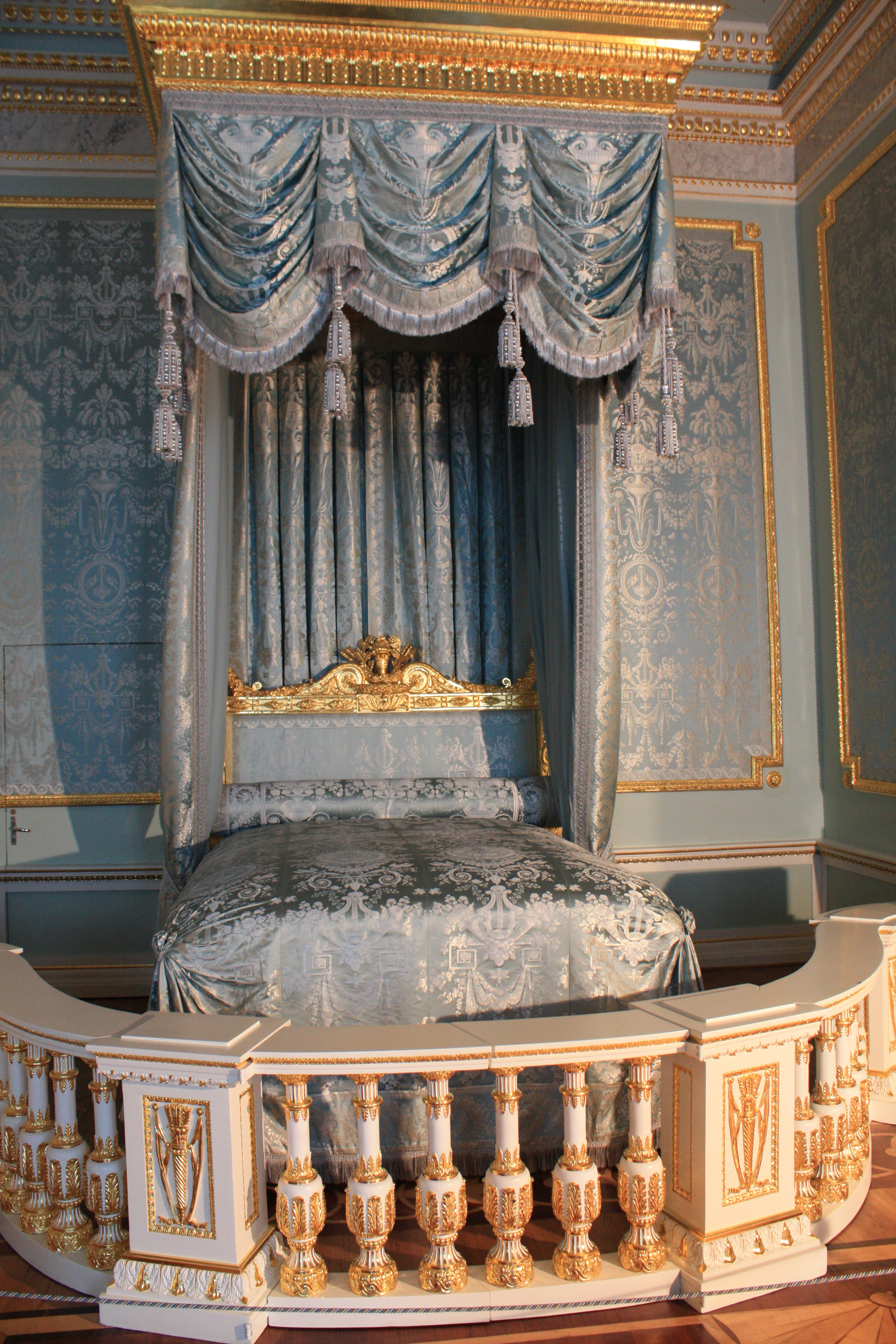
Парадная Опочивальня. 2010 год

Пара́дная опочива́льня — один из самых совершенных интерьеров дворца. Площадь зала — 72 м².
Интерьер зала зрительно разделён на две части — центральную и альков. Каждая стена имеет свою отделку, построенную на сочетании белого и голубого цветов, изысканно оттенённых позолотой. Пилястры искусственного мрамора расписаны гротесками художником Ф. Лабенским. На стенах в резных рамах мерцает голубой лионский шёлк с вытканными серебром медальонами, лирами, букетами цветов и другими узорами. В неглубоких полуциркольных нишах над сложно скомпонованными сандриками помещены тонко прорисованные барельефы.
Зеркала, размещённые друг напротив друга, создают бесконечно расширяющееся пространство. За белой с золотом балюстрадой, которая является символом неприкосновенности ложа монарха, расположена резная кровать огромных размеров с балдахином над ней. По сторонам прохода в балюстраде стояли синие фарфоровые вазы в золочёной бронзе, изготовленные на Севрской мануфактуре.
Потолок украшен круглым плафоном «Свадьба Психеи», который был написан Габриэлем-Франсуа Дуайеном. Высоко на стене, над окном, находилось мозаичное изображение католического святого Франциска из Паулы, выполненное Матвеем Васильевым в 1767 году. В алькове имеется потайная дверь на тёмную винтовую лестницу, ведущую в покои Павла на первом этаже.
В резном декоре дверных полотен помещались две живописные вставки с изображениями нимф. Сложный профилированный сандрик украшен повёрнутыми вниз спиральными завитками. Завершением дверного проёма служит вписанный в полуциркуль лепной барельеф «Марс и Венера».
В 1872 году интерьер зала был запечатлён Луиджи Премацци.
В годы Великой Отечественной войны уникальная отделка зала была почти полностью уничтожена, интерьер пришлось восстанавливать заново. Скульптурный декор выполнен Л. А. Стрижовой, мраморные пилястры расписаны бригадой художников под руководством А. С. Газиянца. Плафон восстановлен по историческому образцу художником-реставратором Ю. Ф. Шитовым. Из-за экономических трудностей реставрация затянулась более чем на 10 лет.
В 1990-х гг. стены были затянуты шелком, выполненным по заказу музея на одной из мануфактур Англии, который не соответствовал историческому образцу. Поэтому в конце 2000-х годов шелк был заказан вновь на мануфактуре в Лионе, где был выткан исторический материал, украсивший стены в 1790-х гг. К 2010 г. Парадная Опочивальня предстала в своем первозданном виде.

## Овальный будуар

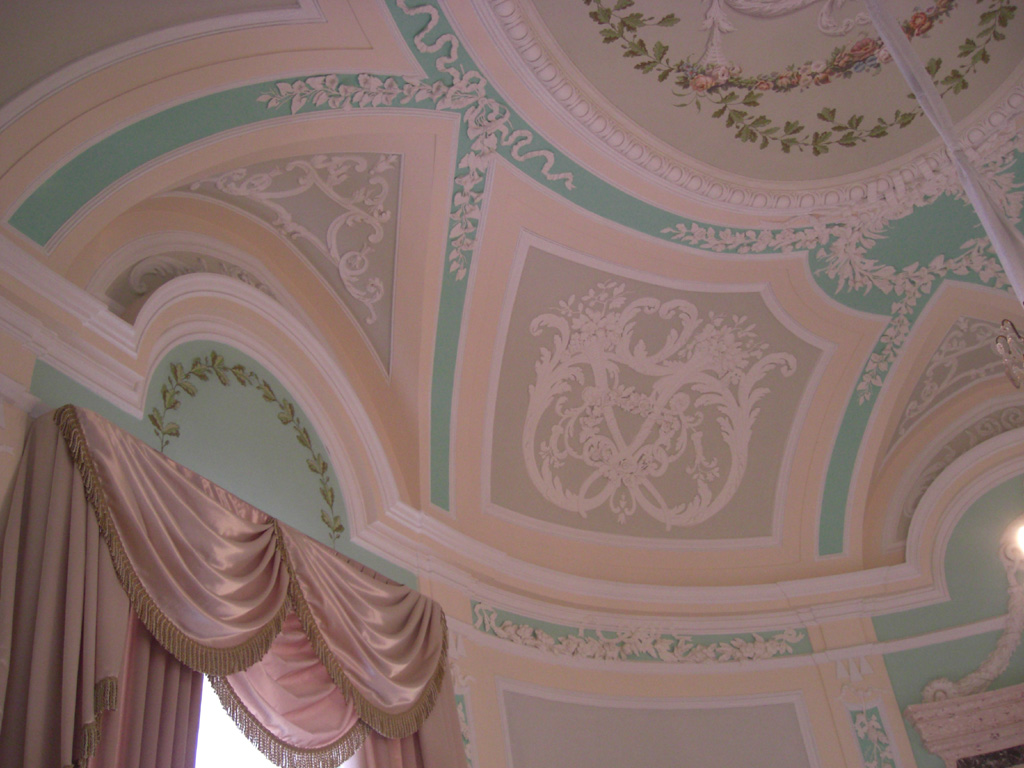
Падужные перекрытия в Овальном будуаре. 2008 год

Ова́льный будуа́р — первый из залов, принадлежавших императрице Марии Фёдоровне, супруге Павла I. Его площадь — 45 м². Существующее ныне название не первоначальное. В документах 1790-х годов его называли по форме «овальной комнатой» или давали порядковый номер. Будуаром его впервые назвали сотрудники журнала «Старые годы» в 1914 году, и после этого имя утвердилось.
По мнению искусствоведов, архитектура, оформление падуг перекрытия и рисунок паркета были выполнены по проектам Антонио Ринальди. Сложнее датировать время появления декоративной росписи на стенах. Благодаря В. К. Макарову и А. Н. Петрову утвердилось мнение, что она относится к 1811 году, когда некоторые помещения дворца переделывались по проекту архитектора А. Н. Воронихина, но это мнение бездоказательно, так же как и то, что изначально стены украшала лепка. Документы говорят только о том, что их украшали бронзовые медальоны «Цари Спарты», которые в XIX веке оказались в Греческой галерее. В 1944 году роспись была в значительно лучшем состоянии, чем на момент открытия комнаты после реставрации в 2006 году. В 2006–2007 годах на большинстве простенков она была написана заново.
Из трех дверей две скрыты в отделке и никак не выделены. Только одна имеет наличник искусственного мрамора лепным наддверником в виде вазы с ниспадающими гирляндами. Эта композиция подлинная, сохранившаяся с 1770-х годов. На паркете растительные побеги прихотливо сплетаются в изысканный, уравновешенный и симметричный узор. 
Будуар открыт после реставрации в мае 2006 года, чуть позднее была воссоздана утраченная роспись стен.

## Башенный кабинет

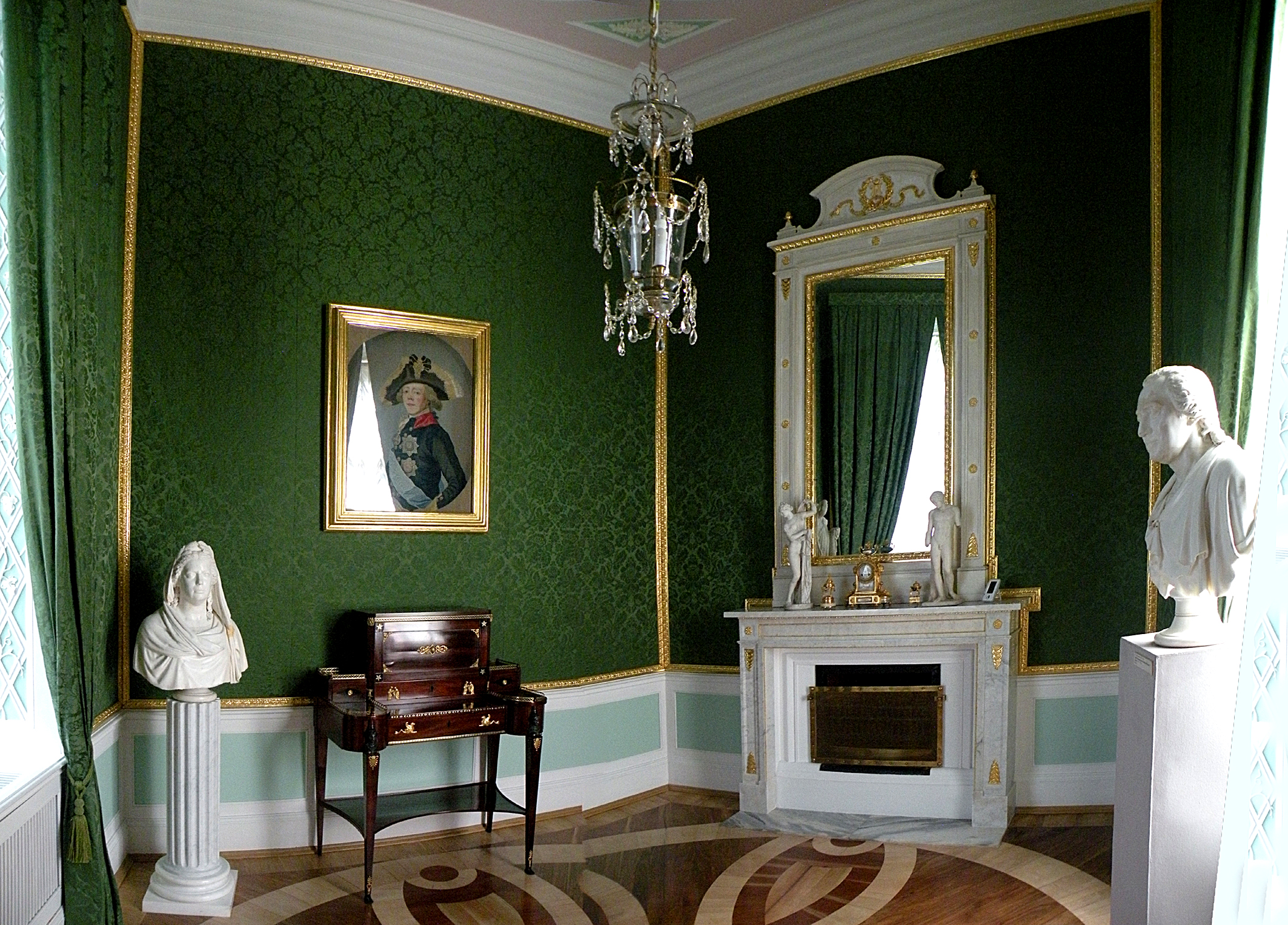
Башенный кабинет. 2010 год

Ба́шенный кабине́т находится в Часовой башне дворца. Его площадь — 11 м².
Перекрытие зала с небольшим куполом украшено лепниной и живописью, оконные откосы имеют изысканный узор. Украшением кабинета являются наборные полотнища дверей. В середине XIX века в кабинет были перенесены скульптурные портреты родителей императрицы герцога и герцогини Вюртембергских работы И.-Х. Даннекера.
Изначально стены зала были облицованы искусственным мрамором, а во второй половине XIX века их затянули зелёным штофом, а на одной из стен разместили тканый портрет Павла I работы мастеров Петербургской шпалерной мануфактуры (1799 год).

## Туалетная

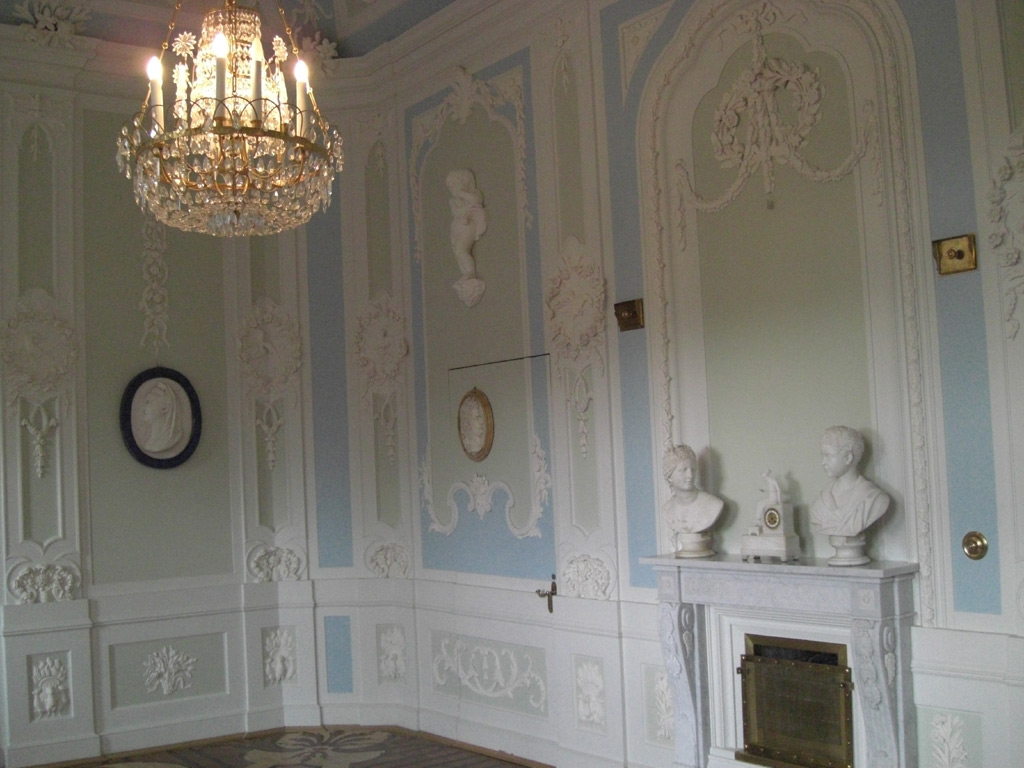
Туалетная. 2008 год

Туале́тная во многом сохранила декоративную отделку орловского периода. Её площадь — 25 м².
Основным украшением зала является лепнина. Стены серо-голубого цвета членятся пилястрами с изображениями венков, зверей и птиц. Простенки оживлены гирляндами и горельефными фигурками путти. Вверху и внизу они обрамлены стилизованными листьями аканта. Десюдепорты представляют собой прямоугольные панно с горельефной фигуркой летящего путти со связанными ногами.
Некоторые элементы лепки являются иллюзией своеобразного крепежа для мраморных барельефов: портретов императрицы Екатерины II в раме из лазурита (работа М.-А. Колло) и Джованни Чибеи, а также римских императоров. Над дверями помещены панно в профилированных рамках со спящими мраморными амурами. Виртуозный рисунок паркета растительного характера создан Антонио Ринальди.
Высокая падуга лепного перекрытия декорирована корзинками с цветами, динамичными рокайльными завитками листьев аканта. В угловых частях падуг на горизонтальную часть перекрытия переходят композиции, составленные из ветвей, листьев и ягод. По продольным сторонам падуг располагаются связанные лентами факелы, а в углах перекрытия — пересечённые ветками венки. Средняя часть перекрытия имеет типичное для Ринальди углубление - "куполок".Как и все прилегающие помещения, Туалетная открыта после реставрации в мае 2006 г. В последующие годы производились доделки.

## Тронная императрицы Марии Фёдоровны

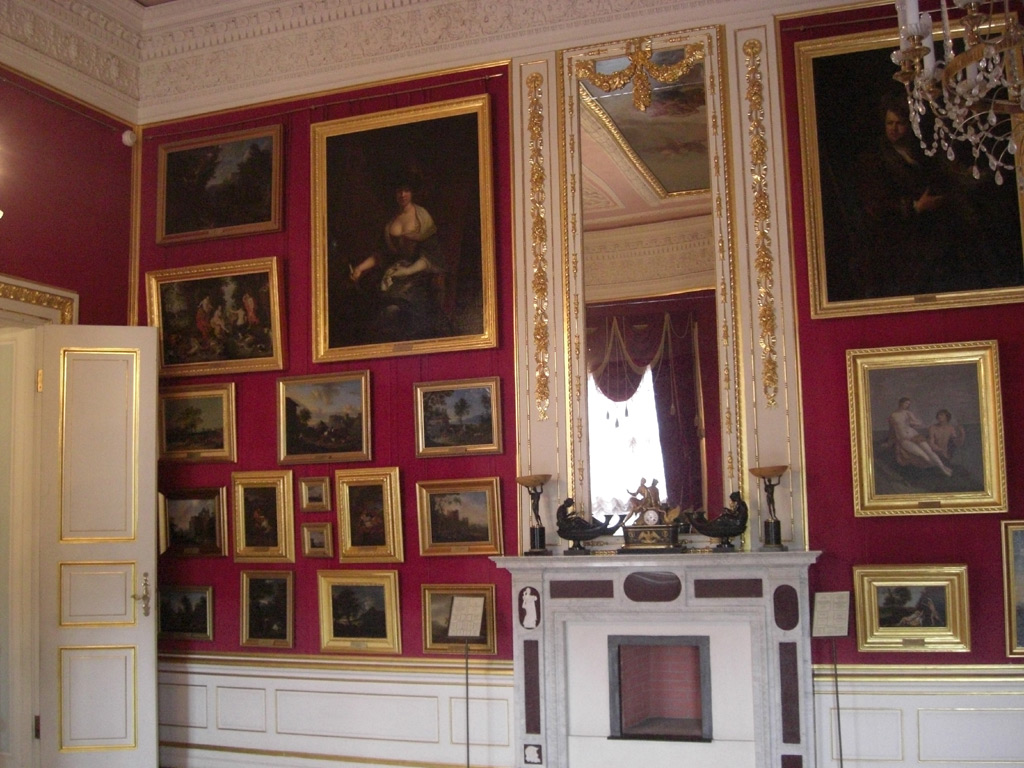
Тронная императрицы Марии Фёдоровны. 2008 год

Тро́нная императрицы Марии Фёдоровны имеет два окна, выходящих на парадный двор и соединяется проходами с Зелёной угловой комнатой.
При первом владельце дворца, графе Орлове, помещение тронной называлось Китайской комнатой. Отделкой занимался Ринальди.
При последующих перестройках дворцовых помещений первоначальная отделка была утрачена. Новой отделкой комнаты занимался Бренна. Поскольку в помещении располагалось достаточно ценное, хоть и небольшое собрание картин, она носила название Картинной комнаты. Собрание включало в себя полотна известных европейских художников — Берхема, Кнеллера, Пуленбурга, Тенирса, Яна Миля и других. Среди тем преобладали пейзажи и сценки из сельского быта.
Позже из комнаты была убрана почти вся мебель и помещение было преобразовано в тронную императрицы Марии Фёдоровны.
Одним из главных украшений комнаты был потолочный плафон «Аполлон и музы» неизвестного автора. Плафон погиб во время Великой Отечественной войны. После войны вместо на его место было установлено полотно «Свадьба Ариадны и Бахуса», которое было написано бригадой живописцев в 1980-х годах по эскизу Стефано Торелли.

## Белый зал

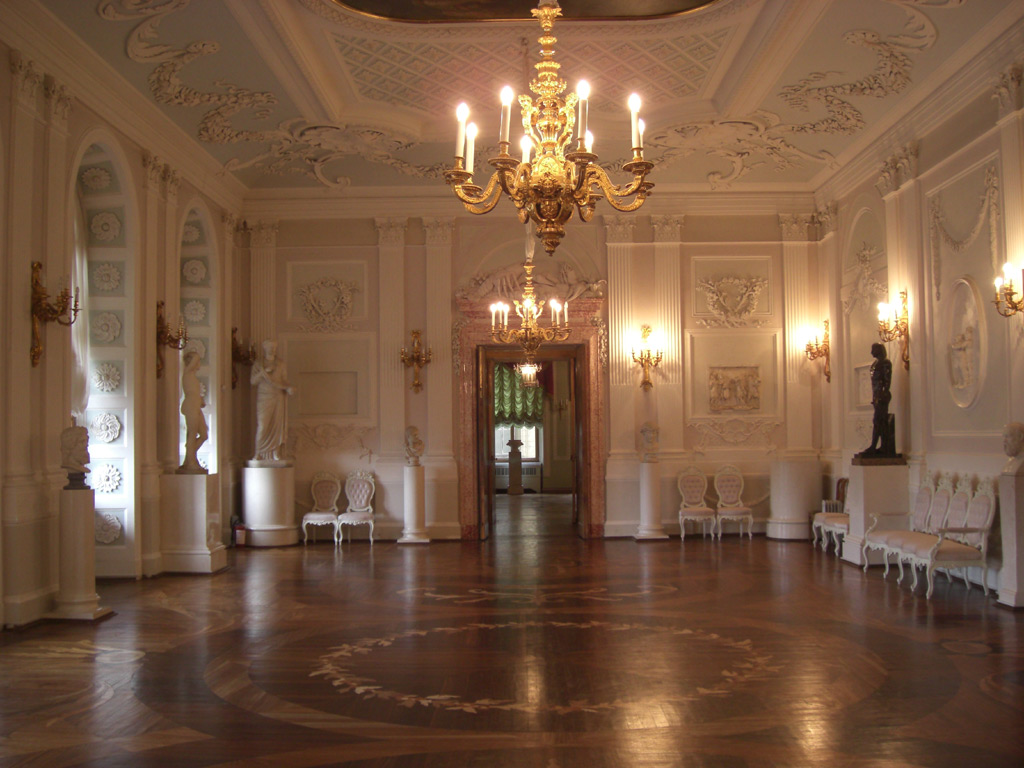
Белый зал. 2008 год

Белый зал — самый большой парадный зал центрального корпуса, его площадь — 250 м². Предназначался для многолюдных торжественных церемоний.
Зал во многом сохранил первоначальную отделку: лепка стен и десюдепортов, использование мраморных барельефов, ритм арочных оконных проёмов, общая разбивка стен, двери с наличниками искусственного мрамора и другие элементы декора созданы по проекту Ринальди. Однако в дальнейшем убранство зала было значительно усложнено.
Прямоугольный зал вытянут вдоль южного фасада дворца. Пять оконных окон-дверей с полуциркульными завершениями обращены в сторону балкона, выходящего на Дворцовую площадь. Стены и простенки зала ритмично расчленены пилястрами коринфского ордена.
Среднее поле перекрытия занимал утраченный во время войны плафон «Геркулес на распутье между пороком и добродетелью» работы неаполитанского художника Джузеппе Бонито. Оно заменено полотном Г. Ф. Дуайена «Рождение героя». Плафон окружён массивными орнаментальными рамами и рельефной сеткой с крестовидными заполнениями. Каждая сторона падуги зала представляет собой законченную орнаментальную композицию лепного декора.
Полотнища дверей изготовлены из ценных пород дерева и акцентированы изящными бронзовыми золочёными деталями. Наличники дверей выполнены из красноватого искусственного мрамора и завершены пышными скульптурными композициями.
Ещё при Орлове зал был украшен скульптурой и мраморными рельефами. Над камином размещены античные римские горельефы «Жертвоприношение императора Тита» (I век) и овальный медальон «Церера и Флора». Левее расположен горельеф «Путник» (конец I века нашей эры), а напротив окон — горельефы Д. М. Морляйтера «Эней, спасающий Анхиза» и Д. Маркиори «Похищение Елены» (XVIII век).
Украшением зала являются статуи Антиноя в египетском одеянии и жреца с жертвенным подносом, которые выполнены из чёрного мрамора. Между окон расположен бюст Афины Паллады (Италия, XVIII век), выполненный из белого каррарского и чёрного мраморов, а также оникса. У двери в Аванзал расположены два античных бюста — Каракаллы и Антиноя.
Зал был открыт для обозрения в 1988 году.

## Проходная

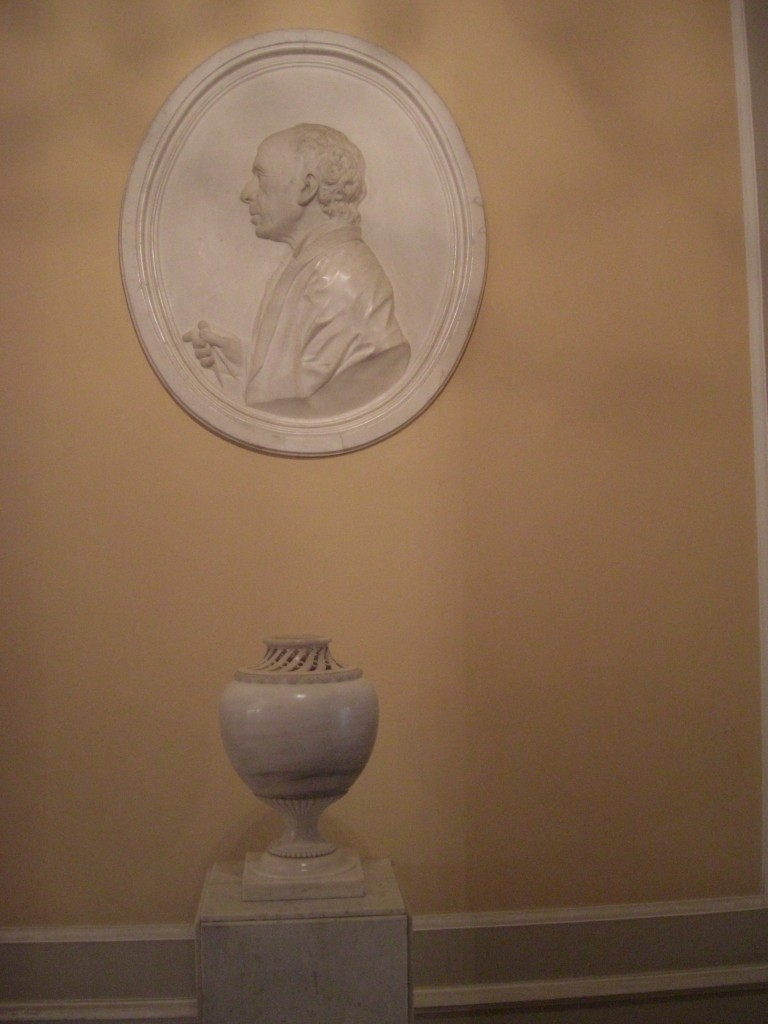
Барельеф Ринальди в Проходной. 2008 год.

Проходная — небольшое помещение между Аванзалом и Белым залом.
Представляет интерес перекрытие комнаты. В своей центральной части оно имеет заглубление — своеобразный купол, поверхность которого украшена лёгкой и изящной лепкой.
В стену помещения вделан овальный мраморный барельеф — портрет Антонио Ринальди работы Федота Шубина. Поэтому данное помещение часто называют Проходной Ринальди.

## Чесменская галерея

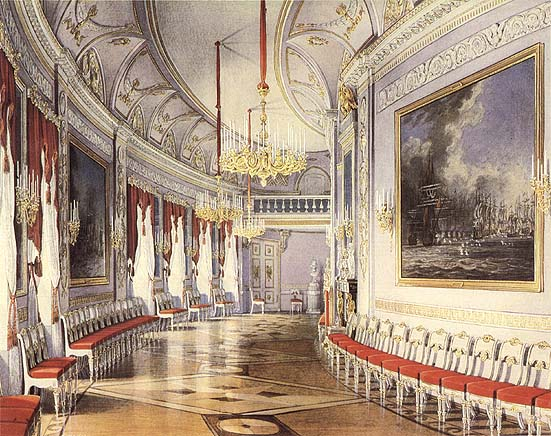
Чесменская галерея. Акварель Э. П. Гау. 1877 год.

Чесменская галерея ведёт от центрального корпуса к дворцовой церкви, её площадь — 112 м².
При Орлове на месте Чесменской галереи и Овальной комнаты были семь комнат. В 1790-е годы на их месте была создана галерея, которая изначально называлась Новой, Золотой или Галереей к церкви. Современное название она получила в XIX веке, благодаря трём большим картинам, которые изображали эпизоды Чесменского боя.
Глухая стена и межоконные простенки акцентированы широкими пилястрами дорического ордера. Они декорированы барельефными ликторскими связками с секирами, которые перевиты золочёными лентами и тройным лавровым венком. По сторонам двери были помещены эффектные лепные композиции из древнеримских доспехов и оружия.

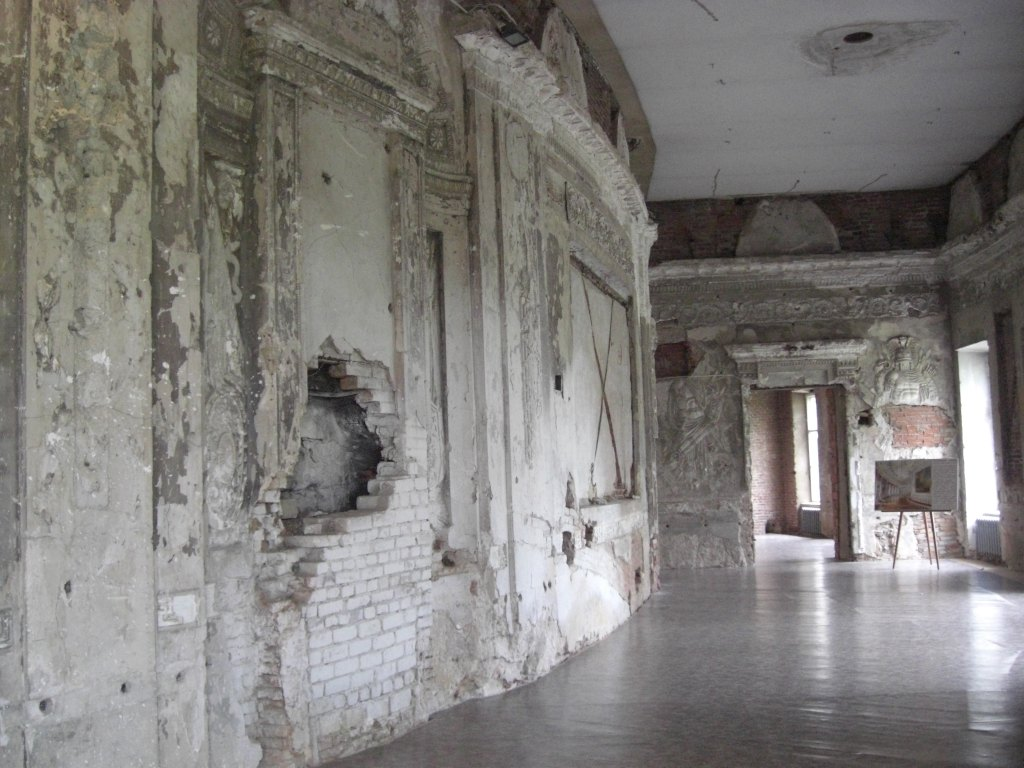
Чесменская галерея. 2008 год.

Перекрытие галереи выполнено с расчётом иллюзорного увеличения объёма интерьра и его ритмичного обогащения. Над закруглённой частью галереи, со стороны центрального корпуса дворца, были сооружены хоры, ограждённые балюстрадой, которые предназначались для музыкантов и певчих. В декорировке дверных створок использована эмблематика древнеримских воинских триумфов — львиные головы, скрещенные колчаны и палица Геркулеса.
Украшением галереи был и наборный паркет, рисунок которого был выдержан в крупных линейных формах. Его основой являлись гигантские ромбы с вписанными четырёхлучевыми звёздами. Поле паркета было обрамлено фризом в виде волны.
Интерьер галереи был уничтожен в годы войны и пока не восстановлен. Однако она используется как выставочный зал.

## Подземный ход
Подземный ход является неотъемлемой частью интерьеров дворца. Существуют различные мнения касаемо даты его появления. Современники спорят о том, был ли он построен императором Павлом или же существовал с самого основания. Однако из документов фонда музея известно, что ещё с орловских времен в алькове Парадной опочивальни имелась потайная дверь на темную узкую винтовую лестницу. По ней из парадных залов второго этажа можно было спуститься на нижний этаж главного корпуса и через туалетную комнату императора по той же потайной лестнице проследовать дальше в дворцовые подвалы, где и начинался подземный ход.
Стены хода и спуска к нему из дворца отделаны известняком, благодаря которому в подземелье стоит постоянная температура. Подземный ход — лишь один из многих ходов подземелья. По словам сотрудников музея, в подземелье дворца может находится целый лабиринт подземных ходов. До 1918 года в этих подвалах хранили пищу и там же находились винные погреба.

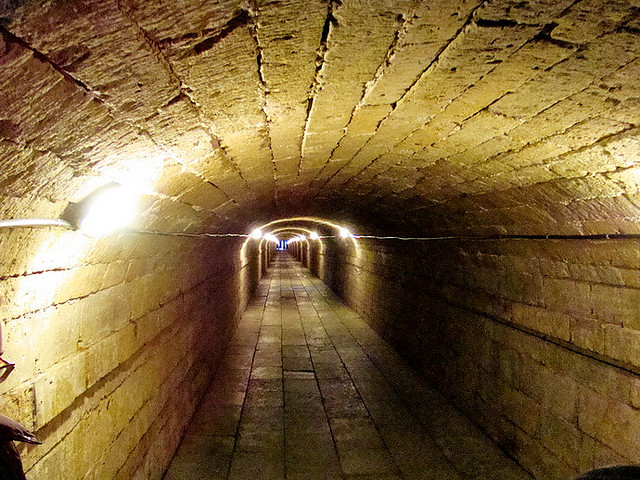
Подземный ход, 2008 г.

Подземный ход ведет в грот «Эхо» и выводит посетителя на берег Серебряного озера. Грот получил такое название благодаря акустическим особенностям, которые с удовольствием демонстрируют туристам экскурсоводы музея дворца.
В настоящее время выход из грота закрыт железной перегородкой.